# Apostolepis breviceps
Apostolepis breviceps — вид змій родини полозових (Colubridae). Ендемік Бразилії.

## Поширення і екологія
Apostolepis breviceps мешкають в регіоні Ізозог на півдні департаменту Санта-Крус. Вони живуть в саванах Гран-Чако, серед невисоких чагарників, що ростуть на піщаних ґрунтах. Ведуть риючий і нічний спосіб життя, полюють на амфісбен і невеликих змій, зокрема на сліпунів, іноді їдять дощових черв'яків і личинок.